# Egipčanska religija
Egipčanska religija je pojem, ki se nanaša na religijo Starega Egipta. Ta religija se zelo razlikuje od vseh drugih religij in to ne le po obliki in načinu na katerega je reagirala na okoliške vplive in svoj lastni razvoj. Egipčani so spoštovali kot bogove živali ali fantastične živali, ki so bile zmes živali in ljudi. Tak vidik je osupnil stare Grke, a je iz zgodovine znanih več takih primerov pa vseeno nerazumljiv njihov pogled na svet in način izražanja spoštovanja do bogov.
Egipčanska mitologija in religija je zelo komplicirana, v njej nastopa zelo veliko bogov, ki so imeli isto ali zelo veliko funkcijo prikladno tej dobi. Običajno je, da so nekaj bogov imeli za najstarejše in imeli najvišjega boga. To so egipčanski svečeniki dokazovali na razne načine in prikazovali logiko neuresničljivih teorij. Egipčanski svečeniki s tem niso imeli težav, sa je njihovo pojmovanje časa diametralno različno od našega pojmovanja časa: na primer dva pojava sta lahko nastala v istem času, a ni nujno da sta enako stara. Niso jih zanimale stvari kot kako je nekdo lahko rodil samega sebe ali da je potomec lahko starejši od staršev.
Nadaljnji problem, ki komplicira orientacijo v tej religiji je veliko število regionalnih bogov in razlag in pogosto neznana mitologija. Regionalni lahko pomeni tudi razliko v raznih templjih. Skupaj je znano preko tri tisoč različnih egipčanskih bogov in to verjetno ni dokončno število.
Posebnost je tudi striktno ločen svet bogov od sveta ljudi in edina povezava med njima je egipčanski kralj, ki je bil živi bog. S tako značilnostjo ta dva ločena svetova lahko srečamo zelo redko in v vsaki religiji najdemo vsaj nekakšno zvezo, ki ima značaj za ta dva svetova.

## Zgodovinski razvoj
Čeprav egipčanska religija na splošno velja kot stroga in nespremenljiva, se je razvijala, samo da se je ta razvoj vršil zelo počasi, točneje, da je prešel določene etape tako, da se je religija razvijala v skokih.
Prvotni razvoj egipčanske religije je postavljen v obdobje v 5000 pr. n. št., ko so se na ozemlju Egipta pojavljala totemistična božanstva v živalski ali rastlinski obliki. Te predstave so v 4. tisočletju prerasle in začele spoštovati boginje mati. To je eden tipičnih pojavov v mlajši kameni dobi. Na prelomu 4. in 3. tisočletja pr. n. št. je prišlo do personifikacije bogov in s tem v zlitja z naravnimi silami, Posebnost je v tem, da se v tem času kralj imel za boga in bi smatran kot inkarnacija boga Hora. V Starem Egiptu v času Starega kraljestva (najpogosteje datirano 2650 pr. n. št. do 2189 pr. n. št.) so nastale teološke osnove, katere vplivi so se pojavljali vse do pozne dobe te religije. Posamezni tokovi so bili relativno konsistentni in so imeli enotno osnovo a z različnimi razlagami važnosti posameznih božanstev in principov. Z nastankom enotne religije je nastala težko razumljiva in protislovna celota. Ker je vsak vladar preferiral določena božanstva, so nastajali kombinirani bogovi (npr. Amon-Ra) a si njihova funkcija ni bila nujno podobna, nekateri bogovi so bili zliti z drugimi. Te kombinacije niso bile nujno le dveh bogov, povsem mogoč je bil sestav treh ali več bogov.
Razširjenost določene religije je bila običajno zelo lokalna in tudi, če se je pozicija bogov utrdila v nekem času, so lahko v drugi regiji ti isti bili drugorazredni člani egipčanskega panteona.
Po razpadu Starega kraljestva je prišlo do najdinamičnejšega razvoju religije. Praktično v sto petdeset letih se je spremenil pogled na mrtve in učvrstil kult Ozirisa. Prišlo je do bistvenih sprememb glede mnenja, kaj se dogaja po smrti, nastala je misel o sodbi in učenje o duši. To učenje je nastalo v začetku Srednjega kraljestva (pred 2040 pr. n. št.), v času katerega se v celem Egiptu ni zgodilo nič posebnega. V tem času se je ustalil kult Ozirisa, ki je bil razdelan v sistem. Posamezni centri so še natančneje razdelali svoje religiozne poglede.
Po razpada Srednjega kraljestva (1658 pr. n. št.) je prišlo v Egipt večje število bogov iz Sirije. Njihov vpliv se je čutil vse do ukinitve Novega kraljestva (1070 pr. n. št.). Po tem se je razvil kult zlit z živalmi in rastlinami. Te niso smatrali le za pojave bogov, temveč so tudi same postale bogovi. V 6. st. pr. n. št. je prišlo do pomembnega preboja magije, ki je postala popularna med preprostimi ljudmi. Magijo niso mogli vršiti le bogovi, temveč tudi osebe, ki so jo študirale.
Posle letu 332 pr. n. št. je prišlo do delne helenizacije Egipta in religija je dobila pomešan značaj. Ta trend je trajal še po letu 30 pr. n. št., ko je Egipt postal del Rimskega cesarstva. Proces helenizacije je bil najmočnejši na severu države, proti jugi je bil vse slabši. V religiji se pojavi bog Serapis, ki se pojavlja kot spajanje grškega boga Zevsa in egipčanskega Ozirisa.
Ta religija je izginila praktično s pojavom krščanstva, ki je ostalo ohranjeno v posebni vrsti koptskega krščanstva vse do danes. Egipčansko krščanstvo je nastalo brez odpora tedanje religije in vere, kar pojasnjujejo s tem, da je prišlo do zasičenja z dotedanjo religijo. Krščanstvo pa ni imelo pravega pristopa k domačim religijam, zato je bil poslednji tempelj zaprt šele v srednjem veku leta 535.

### Glavni religiozni tokovi
- Deveterica iz Heliopolisa (eneada), glavni bog je bil Atum (tudi Tem, Temu, Tum in Atem)
- Osmerica iz Hermopolisa, glavni bog je bil bog Ra
- Trojica Hnum-Satet-Anuket iz Elefantina, glavni bog je bil Hnum (tudi Chnum, Knum ali Khnemu)
- Tebska trojka Amun-Mut-Hons glavni bog Amon (tudi Amun, Amoun, Amen in redko Imenand)
- trojka iz Memfisa Pta-Sekhmet-Nefertem, glavni bog je bil Pta. Ta trojka ima nekatere obrise monoteizma
- tzv. Ozirisov mit in trojica Oziris-Izida-Hor, ki je bila pomembna religija za ves Egipt

## Amarnska (monoteistična) doba
To je kratko obdobje Starega Egipta, ko je bil sistem bogov zamenjan z modelom enega boga. Reforma se ni održala, družba se je vrnila k starim tradicijam.
Obdobje je tesno povezano z vladarjem Amenhotepom IV./Ehnatonom, ki je avtor te reforme in ki je obstajala samo v času njegove vladavine. On  je prepovedal Amonov in kulte vseh ostalih bogov. Edini dovoljeni kult je bil boga Atona. Pred tem je bil malo poznano božanstvo.
Faraon je sam sebe preimenoval v Ehnaton in zgradil svojemu bogu novo mesto, ki ni bilo okuženo s starimi bogovi in ga imenoval Ahetaton (Atonovo obzorje) in od koder je vladal. To mesto je danes na mestu dveh vasi v bližini Tel el-Amarna ali samo Amarna po katerem je ta doba dobila ime.
Amenhotep IV.  je umrl v 16 ali 17 letu vladanja, nasledil ga je Smanhakare, ki je bil nekaj let z njim sovladar. Vladal je kratko in še do danes je neznanka kdo je bil. Za njim je nastopil Tutankamon, ki se je po treh letih preselil v Tebe, in vrnil religijo na v stare tradicije.
V času vladavine Tutankamonovih naslednikov Aja II. in Haremheba se je nadaljevala restavracija predrevolucionarnih odnosov in na koncu pride so likvidacije napisov, ki vsebujejo Ehnatonovo ali Atonovo ime. V času Ramzesa I., prvega vladarja 19. dinastije, za Ehnatonom niso ostale nikakšne sledi.

## Vplivi
Najmočnejši element v egipčanski mitologiji je pred dinastični vpliv naravnih religij in v pozni različici egipčanske religije lahko razlikujemo prvotne elemente, ki izhajajo iz k poljedelstvu ali lovstvu usmerjenega ljudstva. Tu se lahko razlikuje neolitska kultura Merimbda Beni Salama, ki po je mnenju nekaterih podlaga egipčanskemu načinu pokopa. Neposreden vpliv na egiptovske bogove je imela Badarijska kultura, ki vplivala predvsem na ženske boginje egipčanskega panteona. Nadaljnji zlom, ki je vplival na njihov pogled na religijo, je bil vpad  Hiksov (17. stoletje pr. n. št.). Njihov prihod je prinesel številne bogove in druge stvari (npr. orožje), ki so vplivali na nadaljnji razvoj Egipta.
Na tako egipčansko religijo so vplivali nekateri elementi iz drugih religij a ni mogoče trditi, da je šlo za množičen vpliv. Pri nekaterih egiptovskih bogovih lahko zasledimo vpliv Libije,  nekateri raziskovalci prikazujejo vpliv Sumercev in tudi drugih religij s katerimi so se Egipčani srečali. Ti vplivi so bili vzajemni. Zanimiv dokaz za intimno povezavo z naravnimi bogovi kaže zelo velik poudarek na magiji, kar je za tako veliko in razvito religijo netipično.

## Glavne misli
Religija kot taka ni postavljala mnogo preprek vsakdanjemu življenju, govorila je o splošnih moralnih pogojih in o dolžnostih do države. Najmočneje se je odrazila v verovanju, da faraon s svojim nastopom na prestolu postane tudi sam bog in po smrti to ostane. Spoštovane so bile tudi razne živali (regionalno različne), ki so jih imeli za svete in v nekaterih primerih za  bogove, ki so bile po smrti posebej pokopane.

### Kozmologija
Egipćani niso imeli zelo razdelano kozmologijo, vendar je bila teorija o nastanku človeka za njih precej pomembna. Najprej je bilo vesolje, ki je bilo napolnjeno s temnimi vodami kaosa. Glede na najbolj razširjeno teorijo, je bil prvi bog Ra (ali Aton). Ta je pljunil in iz tega sta nastala bog zraka Šu in bog vlage Tefnut. Svet je nastal ko sta Šu in Tefnut rodila ali točneje ustvarila otroka Nut (nebo) in Geb (zemljo). Zanimivo je, da pred temi bogovi obstajajo tudi prabogovi, ki niso bili tako spoštovani in ki ne vplivajo na zgodbo. Geb in Nut na začetku nista bila ločena, ločila sta se kasneje, ker sta se pogosto kregala.
Ljudje so nastali tako, da sta se Šu in Tefnut skregala. Tefnut je šla skozi puščavo in se izgubila, Ra - Aton je po njo poslal svoje oko, ki jo je našlo in njegove solze so se spremenile v ljudi.

### Smrt
Smrt je bila pomemben element egipčanske religije in mitologije. S smrtjo so bili povezani številni rituali, ki so bili komplicirani in združeni z mumifikacijo trupla. Kot pogoj za posmrtno življenje je egipčanska religija smatrala obstoj in ohranitev trupla. Postopek povezan z mumifikacijo je bil še iz pred dinastične kulture. Pogreb, grob in mumifikacija si je lahko privoščilo le zanemarljivo število posameznikov v Egiptu, dočim so se morali ostali zadovoljiti z ohranitvijo telesa v puščavi. Komplicirani postopki mumifikacije so bili razviti v času četrte dinastije. Ta vrsta pogreba se je naslanjala na kult boga Ozirisa.
Dalj časa so strokovnjaki menili, da je smrt igrala v življenju Egipčanov glavno ulogo, vendar je bila to zabloda, ki je nastala zaradi večine najdb povezanih s smrtjo in religijo. To je povezano tudi s tem, kako so gradili svoje zgradbe. Gradili su jih iz nežgane opeke. Kamen je bil rezerviran za religiozne zgradbe. Tudi kraljeve palače so bile iz nežgane opeke, zato se do danes ni nič ohranilo. Tempeljski grobovi in kapele pa so razsejane po celom Egiptu.

### Podzemni svet
Egipčanska predstava podzemnega sveta ni bila nikakršna predstava lepega. Predstavljali so, da je tam vse večje, zemlja je bila rodovitnejša, tudi levi so imeli večje grive. In v takem svetu je človek lahko umrl a je bila smrt bila definitivna. Da bi človek prišel na oni svet ne samo da  moral imeti ohranjeno telo,  temveč se tudi njegova duša ni smela izgubiti in za to nalogo je bila v grob postavljena knjiga mrtvih, ki je bila navodilo mrtvemu, kako naj pride pred sodnika. Ta predstava je iz kasnejšega obdobja in duša je prišla v prostor kjer je na tehtnico na eni strani postavljeno srce, na drugi strani pa pero boginje pravice Maat. Srce je predstavljalo etični kodeks Egipta in če je bilo srce težje od peresa je duša prišla na oni svet, v nasprotnem je srce požrla Amemait (požiralka duš). Pri tem tehtanju je bilo prisotnih 42 bogov in vsak od njih je postavil vprašanje, odgovori pa so pokazali na stanje kazalca na tehtnici.
Človek je po smrti ostal v isti kasti v kateri je bil rojen. Po potrebi je bil v grob dodan kip služabnika. V ta posmrtni svet niso mogli lopovi in vojaki, v njem je bil večni mir. Kaj se je dogajalo s profesionalnimi vojaki ni znano.
Ta svet je bil prvotno v vsemirju, z začetkom Srednjega kraljestva pa se je predstava prenesla v podzemlje, ja je vplivalo na predstave o tem svetu.

### Red
Nadaljnje pomembno načelo je "mat" - red. Ta pojem ne samo da je bil eden od osnovnih temeljnih kamnov religioznega mišljenja staroveških Egipčanov- njegovo vzdrževanje je moralo zagotoviti stabilnost sveta in njegov redovni potek. O pomembnosti tega principa govori dejstvo, da je bil samemu faraonu, ki je bil bog in je bil od običajnih pravil izvzet, od najkasneje konca Starega kraljestva princip nadrejen in ga je moral z vso svojo odgovornostjo vzdrževati kot svojo glavno nalogo "mat". Personifikacija tega principa je bila staroegipčanska boginja Maat, njen simbol je bil noj in pero.
Samo besedo "mat", je zelo težko prevesti in združuje koncepte kot so "pravičnost", "harmonija" in "stabilnost" ali preprosto "pravila obnašanja". Predstavlja vse tisto, kar bi moralo biti res in neizogibno za pravilen vrstni red poteka dogodkov. To je univerzalni kozmični red in vsebuje človeški svet in svet bogov in njihovo ne le povezanost ampak tudi zasvojenost. Izraz delovanje "mat" v svetu bogov je nad vsemi miti in legendami in zdi se, da se pojavlja kot lunin in sončen cikel in zato sta bogova Ra in Thovt poimenovana kot "Pan mat". Rušenjem "mat" bi privedlo do konca sveta in zmage kaosa.
Najpomembnejši čeprav ne edini izvor za razumevanje "mat" so staroegipčanske knjige pametnih nasvetov v življenju. Enak normativni karakter ima samo 125 d Knjiga mrtvih, ki vsebuje izpoved umrlega pred sodiščem, ko govori o svoji moralni čistoti in navaja dela, ki jih ni naredil (tim. negativno pričanje).

### Bogovi
Egipčanski bogovi izhajajo iz različnih kultov, ki se jih ta vera ni otresla med svojim dolgim obstojem. Ti bogovi so bili čaščeni v fizični obliki živali ali rastlin. Vedno je šlo pri tem za konkretno rastlino ali žival ali naravni pojav. Bog je lahko, vendar ne vedno, imel posebno funkcijo ali področje delovanja. Če ni imel posebne funkcije, nihče ni mogel povedati, kaj v resnici ta bog dela.
Nadaljnji pomemben vidik je, da bog načeloma nima življenjepisa, ima ga le majhno število bogov. Torej si ni vedelo nič o tem, kako in kje se je rodil kot tudi ne podrobnosti in ni znano, kaj je bilo prej in kaj kasneje.
Navadno so o teh bogovih ne more presojati da so bili nesmrtni, čeprav so po smrti ostajali v onem svetu. Iz tega bi sledilo, da za umrle živeči bogovi niso imeli nobenega učinka. To pa vseeno ni bilo res, saj egipčanska mitologija na onem svetu spoštuje te iste bogove, kakor v svetu živih.
Pri egiptovskih bogovih se lahko srečamo z nekaj posebnostmi, od njihove prve pojave, njihovo izstopanje, ki je polno nelogičnosti. Tako pozitivni bogovi pogosto nastopajo v negativni vlogi, kar je vprašanje mitologije. Od mitologije vemo tudi, da morala bogov izhaja iz predzgodovinske dobe ali zgodnje zgodovinske dobe, tako se pogosto zgodi, da so tedanje dobre moralne norme bile v razvoju egipčanske religije zelo počasne.
Nekateri egipčanski bogovi
- Ra
- Geb
- Šu
- Tefnat
- Nat
- Oziris
- Set
- Izida
- Neptida
- Anubis
- Hor

### Vladar
Vladar Starega Egipta je bil faraon (tudi kralj), ki je veljal za boga. Bil je bog v času svojega življenja. Bil je obravnavan kot utelešenje boga Hora do 5 dinastije in del njegovih naslovov je bil "sin Rajev". Najkasneje do Novega kraljestva je veljal za boga, sina Amona. On naj bi vzdrževal načelo "mat" in če je prišlo do nekaj pošasti ali neplodnosti v času njegovega vladanja, so bogovi smatrali kot nezadovoljstvo z vladavino faraona. 

### Predstavljanje bogov
Zelo tipično je predstavljanje bogov v obliki živali ali v kombinacijo živali-človek. Nekateri bogovi nimajo stalne oblike in se pojavljajo v različnih likih, kar se pogosto ne da razložiti..

### Kulti
V egiptovski religiji so igrali pomembno vlogo redovi kultov. Tako rekoč vsi so izšli iz naravnega izvora te religije. Egipčani so verjeli, da so bile nekatere živali ali rastline posvetne in nekatere sami bogovi. Da bi žival postala bog, je morala izpolnjevati nekatera posebna pravil in znake. Ena od najbolj znanih takih živali je bil bik Apis. Samo en princ je lahko po smrti take živali razpisal iskanje sledeče živali, ki bi postala bog. Ti kulti so bili v večini primerov regionalni. Višje priznanje bi se jim zgodilo, če bi iz te sredine izšel faraon. Čeprav so bile najpogostejše posvetne živali biki ali mačke, je mogoče trditi, da je bila vsaka žival v eni od regij v Egiptu sveta. Posvečene živali v regiji je bilo prepovedano ubijati.

## Templji
Egipčani so zgradili resnično veliko templjev, čeprav bi bolj primerno govoriti o tempeljskih kompleksih. V teh templjih so pogosto gojili posvečene živali, nekaj templjev je bilo povezanih z grobnico faraona. Obstaja veliko vrst templjev, čeprav ima njihova tipologija do danes ni pojasnjena. Egiptologi razlikujejo več vrst tipov templjev predvsem glede na uporabo in arhitekturnih znakov.
Večina teh templjev ni ohranjena, ostale so predvsem ruševine nekaterih najpomembnejših templjev Novega kraljestva in kasnejših obdobij. Tako lahko ugotovimo, kako je tak tempelj izgledal. Tempeljska arhitektura iz zgodnejše dobe je zastrta z nejasnostmi, ker ti običajno niso ohranjeni. Tempeljski kompleksi so se pojavili nad starejšimi stavbami z njihovo širitvijo in spremembami iz prvotne osnove, zato o starejših praviloma ni podatkov.

## Poslednji tempelj
V prvi polovici šestega stoletja (v času vladavine bizantinskega cesarstva vzhodnega rimskega imperija, cesarja Justinijana I.), je bil tempelj na otoku File zadnji tempelj, kjer so se ohranili tradicionalni obredi antičnega sveta v Egiptu. Okoli leta 535 ( nekateri viri pravijo 551 ali kasneje) je bil na ukaz cesarja tempelj zaprt, kar je pomenilo tudi konec egipčanske religije. Temu zaključku je že leta 392 sledila prepoved vseh nekrščanskih obredov na ozemlju imperija, katerega del je bil Egipt. Kljub temu so se v Filah izvajali stari rituali. Bilo bi neprimerno misliti, da je prepoved takoj ugasnila religije, večina tradicionalnih religij v Egiptu se je nadaljevala.
Arabski vpadi v Egipt so lahko dokončali to, kar je začelo krščanstvo. Sledila je islamizacija, ki je definitivno naredila konec stari religiji.

## Egipt in religija sedanje dobe
V sodobnem Egiptu je glavna religija islam, ki ga uporablja približno 90% prebivalcev. Prvotna egiptovska vera je z nastopom krščanstva začela zamirati in od nje ni praktično ostalo nič. Zadnji tempelj te vere, File, je preživel vse do polovice 6. stoletja, kar pomeni še 150 let po prepovedi poganskih kultov v rimskem cesarstvu leta 392.
Krščanstvo je bilo nato nekaj stoletij prevladujoča religija v državi, kar se je začelo spreminjati po 640 letih, ko je Egipt padel pod arabsko oblast. Leto 830 predstavlja nadaljnji korak v oblasti, ko je bila zatrta krvava vstaja Koptov, egiptovskih kristjanov, kar je bistveno spremenilo odnose med kristjani in muslimani v korist muslimanov.
Čeprav je izvorna vera izumrla v začetku srednjega veka, danes še vedno obstaja v različnih oblikah, čeprav je na mestu vprašanje, koliko je o tem, glede na lokalne razmere, možno imenovati egipčanska vera. Govori se o rekonstrukciji tradicionalne religije v Egiptu in navezavi na stare tradicije, ki se praznujejo kot kemetizem. Ta pa ni enoznačen, ustvarja ga več organizacij, ki so neodvisne.
Poleg teh teženj obnove obstajajo tudi drugi premisleki v smislu religije, ki imajo v svoji eklektični obliki mnogo različic.
Prisotnost teh novo-poganskih religij in tokov v Egiptu ni bil potrjen a v zvezi s ponosom Egipčanov na egiptovsko faraonsko zgodovino, je to mogoče pričakovati